# Kinatay
Kinatay és una pel·lícula de thriller filipina del 2009 dirigida per Brillante Mendoza i escrita per Armando Lao. La història se centra en un estudiant de criminologia (Coco Martin) que accidentalment s'uneix a un sindicat per guanyar prou diners per a la seva família, i es veu involucrat en l'assassinat i el desmembrament d'un narcotraficant errant.
La pel·lícula es va estrenar al 62è Festival Internacional de Cinema de Canes, on va guanyar el Premi al millor director,va ser la primera pel·lícula filipina que ho va ser, tot i que la pel·lícula va ser coneguda per ser destrossada per la crítica com Roger Ebert. La pel·lícula es va incloure al Festival de Cinema Independent de Filipines Cinemalaya de 2009.

## Argument
Peping, un estudiant de Criminologia recent casat, treballa com a recollidor de diners de drogues a temps parcial per a un sindicat ombrívol. Durant una recollida rutinària de diners de la droga una nit al Luneta Park, el seu amic Abyong li informa que el seu cap Kap (o Vic) requereix la seva presència per a una altra "operació" secreta. En Peping accepta de mala gana i entren en una furgoneta estacionada a prop, on els esperaven quatre homes més (Kap, Sarge, Chico i el conductor Rommel).
La furgoneta passa a un club nocturn i en Sarge convenç la prostituta Madonna (o Gina) perquè parli amb Kap a la furgoneta. A l'interior de la furgoneta, Madonna és colpejada bruscament i subjectada amb cinta adhesiva. Quan la furgoneta està a punt d'entrar a l'NLEX, un cap no identificat (Gen) truca a Kap i els ordena que abatrin la Madonna. Sarge i Chico la deixen inconscient i el grup creu que està morta. A l'autopista, un cotxe de policia el persegueix, però finalment avança i deté un altre conductor.
Els homes s'aturen en una casa remota i porten el cos de la Madonna al soterrani. Sarge llança una galleda d'aigua per descobrir que la Madonna encara viva. En Peping s'assabenta d'Abyong que Madonna tenia un deute de més de 100.000,00 pesos filipins en drogues. Kap ordena a Abyong i Rommel que comprin menjar i licor, ja que Gen encara està en una reunió. Dins de la furgoneta, Abyong calma en Peping i li dona una pistola amb llicència, un regal de Kap i la "cura per al nerviosisme". Quan passen per una botiga local, Rommel li diu a en Peping que compri balut a l'estació d'autobusos propera. Peping compra i intenta fugir amb autobús però es veu obligat a tornar a la furgoneta.
De tornada a la casa, els altres homes entren al soterrani després que Kap rep una trucada de Gen que implica que és hora. Madonna demana perdó a Kap, però Kap la deixa, insistint que "el negoci és negoci". Madonna és colpejada per Sarge i violada per Chico; llavors és assassinada per Chico amb un ganivet bolo, i les seves restes són desmembrades i col·locades en sacs. Els homes porten els sacs a la furgoneta i netegen la sala de proves.
Dins de la furgoneta, els homes llancen indistintament les parts del cos pel camí. Passen a un restaurant local i demanen lechon kawali. En Peping perd la gana després de vomitar al bany del menjador. Li demana a Kap si pot marxar, i en Kap li lliura uns diners per a la llet del seu nadó i li diu que finalment s'hi acostumarà. Més tard es veu un periodista entrevistant els residents sobre un cap tallat trobat en un abocador d'escombraries. En Peping agafa un taxi a casa mentre la seva dona Cecille prepara l'esmorzar mentre porta el seu nadó.

## Repartiment
- Coco Martin com a Peping
- John Regala com a sergent
- Maria Isabel Lopez com a Madonna/Gina
- Jhong Hilario com Abyong
- Julio Diaz com a Vic/Cap
- Mercedes Cabral com a Cecille
- Lauren Novero com a Chico
- Benjie Filomeno com a Rommel
- Allan Paule com a Leo

## Recepció
El lloc web d'agregació de ressenyes Rotten Tomatoes ofereix una puntuació del 71% de set crítics i una valoració mitjana de 5,9 sobre 10. Roger Ebert de Chicago Sun-Times ha estat un dels detractors més notables de la pel·lícula, i va escriure: "Aquí hi ha una pel·lícula que m'obliga a demanar disculpes a Vincent Gallo per haver anomenat The Brown Bunny La pitjor pel·lícula de la història del Festival de Cinema de Canes."

### Premis
- 62è Festival Internacional de Cinema de Canes[3]
  - Premi de la Mise en Scene (guanyador)
  - Palma d'Or (nominada)
- XLII Festival Internacional de Cinema Fantàstic de Catalunya[5][6]
  - Millor director (guanyador)
  - Millor banda sonora original (guanyador)
- 33è Gawad Urian amb Manunuri ng Pelikulang Pilipino (2010)[7][8][9]
  - Pinakamahusay na Pelikula (Millor pel·lícula) - guanyador
  - Pinakamahusay na Direksiyon (Millor director) - guanyador
  - Pinakamahusay na Tunog (Millor so) - guanyador
- 7ns Golden Screen Award (2010)[10][11]
  - Millor actor (Coco Martin) - guanyador
  - Millor actriu secundària (Ma. Isabel Lopez) - guanyadora
  - Millor director (guanyador)
- Gawad Tanglaw (2009)[12]
  - Millor pel·lícula - guanyadora
  - Millor director (Brillante Mendoza) - guanyador
  - Millor actriu secundària (Ma. Isabel López) - guanyadora
  - Premi del jurat presidencial a l'excel·lència en la interpretació (Coco Martin) - guanyador